# Vuelta al Ecuador
La Vuelta al Ecuador es una competencia ciclista por etapas que se desarrolla en dicho país. La organización de la competencia está regida por la Federación Ecuatoriana de Ciclismo; sin embargo, ciertas ediciones han sido organizadas por la Concentración Deportiva Pichincha, debido a un convenio entre ambos entes deportivos. A partir del año 2007, varias ediciones de la competencia han logrado ser parte del calendario UCI America Tour, llegando a ser de categoría 2.2.
La primera edición se disputó en 1966, pero la prueba no ha contado con continuidad y hubo años en que no se disputó. El máximo ganador es el ecuatoriano Pedro Rodríguez con 5 victorias generales. Siete colombianos, un brasileño y un español han sido los extranjeros vencedores. Vale resaltar que gran parte de los recorridos que se han realizado de la Vuelta al Ecuador se han efectuado en la Provincia de Carchi y en sus alrededores, ya que en esta provincia se vive el ciclismo de una manera especial siendo la cuna de este deporte en Ecuador, y de donde salen casi la totalidad de ciclistas amateurs y profesionales del país.

## Palmarés
| Año | Ganador                   | Segundo                  | Tercero                          |
| --- | ------------------------- | ------------------------ | -------------------------------- |
| 1966 | Hipólito Pozo             | Jaime Pozo               | Victor Hugo Morales              |
| 1967 | Jaime Pozo                | Arnulfo Pozo             | Miguel Villacis                  |
| Ediciones no realizadas (1968-1970)                                                                            |                           |                          |                                  |
| 1971 | Jaime Pozo                | Arnulfo Pozo             | Carlos Padilla                   |
| 1972 | Jaime Pozo                | Rafael Aravena           | Arnulfo Pozo                     |
| Edición no realizada (1973)                                                                                    |                           |                          |                                  |
| 1974 | Carlos Arturo Zapata      | Carlos Padilla           | Jaime Pozo                       |
| 1975 | Carlos Montenegro         | Jorge Llumigusin         | Julio Imbacuan                   |
| 1976 | Carlos Montenegro         | Omar Lugo                | Anibal Gualagan                  |
| 1977 | Elvio Barreto             | Carlos Montenegro        | Anibal Gualagan                  |
| Ediciones no realizadas (1978-1981)                                                                            |                           |                          |                                  |
| 1982 | Jorge Amable Vásquez      | Horacio Hernández        | Anibal Gualagan                  |
| Ediciones no terminadas (1983-1985)                                                                            |                           |                          |                                  |
| 1986 | Juan Carlos Rosero        | Pablo Caicedo            | Estuardo Pailacho                |
| 1987 | Pablo Caicedo             | Pedro Rodríguez          | Horacio Hernández                |
| 1988 | Pedro Rodríguez           | Juan Carlos Rosero       | Estuardo Pailacho                |
| 1989 | Juan Carlos Rosero        | Miller Reina             | Estuardo Pailacho                |
| 1990 | Pedro Rodríguez           | Juan Carlos Rosero       | Raúl Gómez Suárez                |
| 1991 | Pedro Rodríguez           | Juan Carlos Rosero       | Julio César Aguirre              |
| 1992 | Juan Carlos Rosero        | Juan Javier Castillo     | Pedro Rodríguez                  |
| 1993 | Pedro Rodríguez           | Julio César Aguirre      | Jair Bernal                      |
| 1994 | Pablo Caicedo             | Pedro Rodríguez          | Hugo Bolivar Calderon            |
| 1995 | Pedro Rodríguez           | Pablo Caicedo            | Héctor Chiles                    |
| Edición no realizada (1996)                                                                                    |                           |                          |                                  |
| 1997 | Héctor Chiles             | Pablo Caicedo            | Walter Barco                     |
| Ediciones no realizadas (1998-1999)                                                                            |                           |                          |                                  |
| 2000 | Julio Ernesto Bernal      | Héctor Chiles            | Ramiro Calpa                     |
| 2001 | Héctor Chiles             | Ramiro Calpa             | Armando Stacio                   |
| 2002 | Héctor Chiles             | Erick Castaño Cabascango | José Luis Vanegas                |
| 2003 | Franco Rodriguez          | Luis Espinosa            | Héctor Chiles                    |
| 2004 | Byron Guamá               | Armando Stacio           | Héctor Chiles                    |
| 2005 | Héctor Chiles             | Franco Rodriguez         | Erick Castaño Cabascango         |
| 2006 | Samuel Cabrera            | José Antonio Ruiz Chávez | Jorge Gallegos                   |
| Entra a formar parte del calendario UCI America Tour bajo la categoría 2.2                                     |                           |                          |                                  |
| 2007 | Alex Atapuma              | Jorge Gallegos           | Cayetano Sarmiento               |
| 2008 | Byron Guamá               | Álvaro Sierra            | Juan Carlos Montenegro Benavides |
| 2009 | Fernando Camargo          | Segundo Navarrete        | Rafael Montiel                   |
| 2010 | Byron Guamá               | Ramiro Calpa             | Alex Atapuma                     |
| Edición no realizada (2011) Sale del calendario UCI America Tour y pasa a ser una prueba de categoría nacional |                           |                          |                                  |
| 2012 | Byron Guamá               | Jorge Luis Montenegro    | Segundo Navarrete                |
| 2013 | Freddy Montaña            | Richard Carapaz          | Juan Carlos Pozo                 |
| 2014 | Juan Carlos Pozo          | Richard Carapaz          | Cléber Cuasquer                  |
| Ediciones no realizadas (2015-2017)                                                                            |                           |                          |                                  |
| 2018 | Óscar Sevilla             | Robinson Chalapud        | Byron Guamá                      |
| 2019 | Jorge Luis Montenegro     | Segundo Navarrete        | Ruben Urbano                     |
| Entra a formar parte del calendario UCI America Tour bajo la categoría 2.2                                     |                           |                          |                                  |
| 2020 | Jymmi Santiago Montenegro | Joel Burbano             | Harold Martín López              |
| 2021 | Wilson Haro               | Anderson Paredes         | Byron Guamá                      |
| 2022 | Robinson Chalapud         | Cristhian Montoya        | Jymmi Santiago Montenegro        |
| 2023 | Robinson Chalapud         | Jorge Luis Montenegro    | Jymmi Santiago Montenegro        |
| 2024 | Richard Huera             | Óscar Sevilla            | Nicolás Paredes                  |

## Palmarés por países
- Actualizado hasta 2024

| País      | Victorias | 2.º lugar | 3.º lugar | Total |
| --------- | --------- | --------- | --------- | ----- |
| Ecuador   | 30 (14)   | 30        | 29        | 89    |
| Colombia  | 9 (8)     | 8         | 12        | 29    |
| España    | 1 (1)     | 1         | 0         | 2     |
| Brasil    | 1 (1)     | 0         | 0         | 1     |
| Chile     | 0         | 1         | 0         | 1     |
| Venezuela | 0         | 1         | 0         | 1     |

Nota: Entre paréntesis el número de ciclistas diferentes que han conseguido victorias para cada país.

## Palmarés por provincias de Ecuador
- Actualizado hasta 2024

| Provincia | Victorias | Último vencedor               |
| --------- | --------- | ----------------------------- |
| Carchi    | 24 (10)   | Jorge Luis Montenegro en 2019 |
| Pichincha | 3 (1)     | Juan Carlos Rosero en 1992    |
| Sucumbíos | 2 (2)     | Richard Huera en 2024         |
| Imbabura  | 1 (1)     | Wilson Haro en 2021           |

Notas:
1. Entre paréntesis el número de ciclistas diferentes que han conseguido victorias para cada provincia.
2. Las tres victorias de Pichincha corresponden a Juan Carlos Rosero, quien nació en Pichincha pero compitió por Carchi.
3. Cuatro victorias de Carchi corresponden a Byron Guamá, quien nació en Carchi pero compitió por Pichincha.

## Estadísticas

### Más victorias generales
- Actualizado hasta 2024

| Ciclista           | Victorias | Años                         |
| ------------------ | --------- | ---------------------------- |
| Pedro Rodríguez    | 5         | 1988, 1990, 1991, 1993, 1995 |
| Héctor Chiles      | 4         | 1997, 2001, 2002, 2005       |
| Byron Guamá        | 4         | 2004, 2008, 2010, 2012       |
| Jaime Pozo         | 3         | 1967, 1971, 1972             |
| Juan Carlos Rosero | 3         | 1986, 1989, 1992             |
| Carlos Montenegro  | 2         | 1975, 1976                   |
| Pablo Caicedo      | 2         | 1987, 1994                   |
| Robinson Chalapud  | 2         | 2022, 2023                   |

Nota: Ciclistas activos en negrilla